# Амикъл
Амикъл в древногръцката митология се отнася до:
- Амикъл – син на Лакедемон и Спарта, и брат на Евридика омъжена за царя на Аргос Акрисий, (няма връзка с Евридика на Орфей). Според Аполодор, той е баща на Аргал, Кинорт и Хиацинт; според Павзаний е баща и на Лаодамия, съпругата на Аркас, епоним на Аркадия. Баща е и на Хегесандра и Полибоя. Амикъл е митичния основател на Amyclae в централна Лакония. Той е петият цар на Древна Спарта.

- Амикъл – плод на съюза на Амфион с дъщеря на Ниоба. Загива със своите братя и сестри, когато Аполон и Артемида избиват децата на Ниоба. В по-стари версии е представен като единствения оцелял мъж (заедно със сестра си Хлорида.